# Emil Zopfi

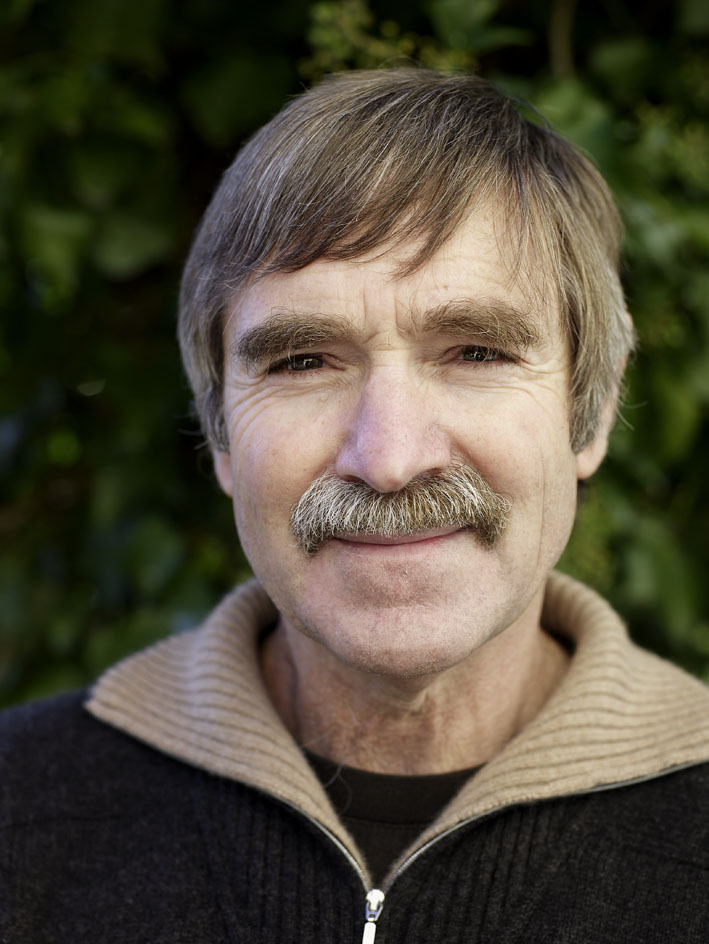
Emil Zopfi (2007)

Emil Zopfi (* 4. Januar 1943 in Wald ZH) ist ein Schweizer Schriftsteller.

## Leben
Emil Zopfi, aufgewachsen in Gibswil, studierte nach einer Berufslehre zum Fernmelde- und Elektronikapparatemonteur Elektrotechnik am Technikum Winterthur und arbeitete als Programmierer und Systemingenieur am Institut für Physikalische Chemie der ETH Zürich, bei Siemens und IBM sowie als Erwachsenenbildner für Informatik und Sprache an der EB Zürich, der Schule für berufliche Weiterbildung des Kantons Zürich.
Längere Auslandsaufenthalte in Deutschland, Italien, England, USA und Israel.
Zopfi lebt seit 2010 in Zürich. Er führte von 1989 bis 2009 mit seiner Frau Christa Zopfi, Autorin,  im eigenen Haus in Obstalden Schreibwerkstatt-Kurse durch. Er ist passionierter Bergsteiger und Sportkletterer.

## Literarisches Schaffen
Zopfi ist Autor von Romanen, Hörspielen, von Kinder- und Jugendbüchern, Sachbüchern über heimische Berge sowie von Texten über das Texten. Wiederkehrende Themen in seinen Büchern sind etwa der Einfluss des Computers auf das moderne Leben, Berge und Bergsteigen, der frühe Unfalltod seiner Mutter (Lebensgefährlich verletzt), historische Themen, u. a. aus dem Kanton Glarus.

## Auszeichnungen
- 1977: Ehrengabe der Stadt Zürich
- 1978: Einzelwerkpreis der Schweizerischen Schillerstiftung
- 1979: Förderungspreis für Literatur der Stiftung Landis & Gyr, Zug
- 1984: Schweizer Jugendbuchpreis (für Gesamtwerk im Bereich der Jugendbücher)
- 1985: Conrad-Ferdinand-Meyer-Preis
- 1992: Einzelwerkpreis der Schweizerischen Schillerstiftung
- 1993: Erster Kulturpreisträger des Schweizer Alpen-Club
- 1998: Honorary Fellow in Writing by the University of Iowa
- 2001: Kulturpreis des Kantons Glarus
- 2006: Anerkennungsgabe der Stadt Zürich (für Schrot und Eis)
- 2007: Prix Wilderness von Mountain Wilderness
- 2008: Nomination für den Friedrich-Glauser-Preis (für Spurlos)
- 2010: King Albert Mountain Award

## Werke

### Prosawerke
- Jede Minute kostet 33 Franken. Limmat Verlag, Zürich 1977.
- Mondmilchsteine. Limmat, Zürich 1979. (Autobiographisches aus seiner Kindheit)
- Computer für 1001 Nacht. Limmat, Zürich 1980.
- Cooperativa oder Das bessere Leben. Benziger, Zürich 1981.
- Suche nach dem andern. Benziger, Zürich 1982.
- Lebensgefährlich verletzt. Limmat, Zürich 1984. (Nachforschung über den Unfalltod der Mutter)
- Die Wand der Sila. Limmat, Zürich 1986. (Roman aus den Bergen)
- Die elektronische Schiefertafel. Kolumnen. Limmat, Zürich 1988.
- Die Fabrikglocke. Limmat, Zürich 1991. (Über den Aufstand der Glarner Fabrikarbeiter)
- Sanduhren im Fels. Limmat, Zürich 1994.
- Kilchenstock. Limmat, Zürich 1996. (Der Bergsturz in den Köpfen)
- Londons letzter Gast. Limmat, Zürich 1999.
- Steinschlag. Limmat, Zürich 2002. (Kriminalroman «aus den Bergen»)
- Schrot und Eis. Als Zürichs Landvolk gegen die Regierung putschte. Limmat, Zürich 2005. (Historischer Roman zum Züriputsch)
- Spurlos. Limmat, Zürich 2007. (Fortsetzung von Steinschlag)
- Finale. Limmat, Zürich 2010. (Fortsetzung von Steinschlag und Spurlos)
- Spitzeltango. Limmat, Zürich 2013, ISBN 978-3-85791-729-5.
- FelsenFest. Noch schöner als Fliegen. 50 Kurzgeschichten. AS Verlag, Zürich 2016, ISBN 978-3-906055-46-6.
- Garibaldis Fuss. Aus dem Leben des Homöopathen Samuel Zopfy 1804–1890. Limmat, Zürich 2016, ISBN 978-3-85791-808-7,
- Menschen am Weg. Begegnungen, Rotpunktverlag, Zürich 2018, ISBN 978-3-85869-797-4.
- Der Untergang des Delphin. Die Titanic vom Walensee. AS, Zürich/Ziegelbrücke, 2021, ISBN 978-3-03913-020-7.
- Victors letzte Fahrt. Alpinist und Luftschiffer aus Leidenschaft. Ein Leben. AS, Zürich/Ziegelbrücke, 2023, ISBN 978-3-03913-037-5.

### Kinder- und Jugendbücher
- Susanna und die 700'000 Zwerge. Verlag Sauerländer, Aarau 1978.
- Ralf und die Kobra. Schweizerisches Jugendschriftenwerk, Zürich 1979.
- Die grosse Wand. SJW, Zürich 1981.
- Musettina, mein Kätzchen. Benziger, Zürich 1981.
- Die fliegende Katze. Orell Füssli, Zürich 1981.
- Ein Wiesenfest für die Computerkäfer. Orell Füssli, Zürich 1982.
- Die Weltraumbasis beim Roten Haus. Benziger, Zürich 1983.
- Die Geschichte vom Stausee. Orell Füssli, Zürich 1983.
- Egidio kehrt zurück. SJW, Zürich 1984.
- Der Computerdieb. Benziger, Zürich 1986.
- Verrückte Zahlen. SJW, Zürich 1994.
- Der Flohzirkus. Orell Füssli, Zürich 2000.
- Die Streikglocke. SJW, Zürich 2007.
- Der Marder Max. Verlag LCH, Lehrmittel 4–8, Zürich 2007.

### Sachbücher
- Wörter mit Flügeln. Kreatives Schreiben (mit Christa Zopfi). Zytglogge, Gümligen 1995, ISBN 3-7296-0505-4.
- Tödi – Sehnsucht und Traum. AS Verlag, Zürich 2000.
- Grimsel Strom. Mit Fotos von Robert Bösch. Fischer, Münsingen 2000.
- Leichter im Text (mit Christa Zopfi). Zytglogge, Gümligen 2001.
- Glärnisch – Rosen auf Vrenelis Gärtli. AS, Zürich 2003.
- Churfirsten – Über die sieben Berge. AS, Zürich 2007.
- Rund um den Walensee. Vorwort von Franz Hohler. AS, Zürich 2008.
- Dichter am Berg. Zwanzig Essays über Persönlichkeiten der Alpinen Literatur der Schweiz. AS, Zürich 2009.
- Tod am Khan Tengri. Lorenz Saladin. Expeditionsbergsteiger und Fotograf. (Mit Robert Steiner). AS, Zürich 2009,
- Mit Roland Gerth (Fotograf): Faszination BergWasser. AS, Zürich 2014,
- Mit Robert Bösch (Fotograf): Die Mythen – Im Herzen der Schweiz.[2] AS Verlag, Zürich 2012. (Leseprobe)
- Sehnsucht nach den grünen Höhen. (Mit Christa Zopfi). Rotpunktverlag, Zürich 2014.
- Mit Roland Gerth (Fotograf): Faszination BergWälder. AS, Zürich 2015.
- Mit Roland Gerth (Fotograf): Faszination BergWiesen. AS, Zürich 2016.
- Sonnenlüfte atmen. (Mit Christa Zopfi). Rotpunktverlag, Zürich 2017.

### Hörspiele/Radiosendungen
- Biwaknacht. Regie: Robert Bichler, Schweizer Radio DRS, 1978.
- Schach dem Computer. Regie: Walter Baumgarter, DRS 1981.
- Begägnig. Regie: Walter Baumgarter, DRS 1982.
- Alma. DRS 1983.
- Die Einführung der Schiefertafeln an der Volksschule von Bärenwil. (Mit Andreas Vögeli), Regie: Walter Baumgarter, DRS 1986.
- Die grüen Linie. Regie: Walter Baumgarter, DRS 1986.
- Die Brücke ins Land der Toten. Regie: Walter Baumgarter, DRS 1992.
- Die Erstbesteigung des Trolltinder. DRS 1996.
- Der Fehler. DRS 1999.
- Das letzte Streichholz. DRS 1999.
- Dürlers Fall. Regie: Geri Dillier, DRS 2007.

### Fernsehbeiträge
- Der Computerkiller. Fernsehspiel, SF DRS 1985. Regie: Josef Scheidegger.
- Konrad Zuse. Porträt des Computerpioniers. Dokumentarfilm (Mitarbeit). Regie: Mathias Knauer, SF DRS 1991.
- Aufstieg und Absturz. Dokumentarfilm (Mitarbeit). Produzent: NZZ Format, Regie: Beat Rauch, SF DRS 1997.
- Steinschlag. Fernsehfilm nach dem Roman. Regie: Judith Kennel. SF DRS 2005.

### Theaterstücke
- Ein Russ im Bergell. Mit Gian Rupf und René Schnoz. Sogar theater, Zürich 2010.
- Der Weg zum Himmelsgebirge. Mit Gian Rupf und Mona Petri. Regie Klaus Henner Russius. Sogar theater, Zürich 2012.
- Die Wand der Sila. Mit Gian Rupf und Diego Valsecchi. Zum 125-Jahr-Jubiläum des Akademischen Alpen-Club Zürich, Zürich 2021.
- Speck auf dem Tödi. Mit Gian Rupf und Fränggi Gehrig. Zu 200 Jahre Erstbesteigung des Tödi 2024.